# Mancomunidad de Servicios Órbigo-Eria
La Mancomunidad de Servicios «Órbigo-Eria» es una agrupación voluntaria de municipios para la gestión en común de determinados servicios de competencia municipal, creada por varios municipios en la provincia de Zamora, de la comunidad autónoma de Castilla y León, España.
Tiene personalidad jurídica propia, además de la consideración de entidad local. Engloba una población de casi 5.000 habitantes diseminados en diferentes núcleos de población de la comarca de Benavente y Los Valles.

## Municipios integrados
La Mancomunidad de Órbigo-Eria está formada por los siguientes municipios:
- Alcubilla de Nogales
- Arrabalde
- Coomonte
- Fresno de la Polvorosa
- Maire de Castroponce
- Manganeses de la Polvorosa
- Matilla de Arzón
- Morales del Rey
- Pobladura del Valle
- Santa María de la Vega
- La Torre del Valle
- Villabrázaro
- Villaferrueña

## Sede
Sus órganos de gobierno y administración tienen su sede en la localidad de Villabrázaro. Su presidenta es María Josefa Fuente Blanco, alcaldesa de Santa María de la Vega.

## Fines
- El establecimiento, puesta en funcionamiento, desarrollo y gestión del servicio de recogida domiciliaria de residuos sólidos urbanos conjunto a los municipios mancomunados, tanto en lo referente al transporte de los mismos al vertedero que se establezca como a la instalación de contenedores, y al resto de instalaciones complementarias vinculadas directamente con dicho servicio.
- La puesta en funcionamiento de otros servicios que se consideren convenientes para el bienestar de los municipios mancomunados, sin que suponga la asunción de la totalidad de las competencias asignadas a los respectivos municipios.

## Estructura orgánica
El gobierno, administración y representación de la Mancomunidad corresponde a los siguientes órganos: presidente, consejo de la mancomunidad y comisión de gobierno.